# توم برايس (لاعب هوكي جليد)
توم برايس هو لاعب هوكي جليد كندي، ولد في 12 يوليو 1954 في تورونتو في كندا.

## وصلات خارجية
- توم برايس على موقع دوري الهوكي الوطني (الإنجليزية)
- توم برايس على موقع قاعة مشاهير الهوكي (لاعب أن.إتش.أل) (الإنجليزية)
- توم برايس على موقع EliteProspects.com (الإنجليزية)
- توم برايس على موقع HockeyDB.com (الإنجليزية)
- توم برايس على موقع Hockey-Reference.com (الإنجليزية)